# Шиле, Эгон
Э́гон Ши́ле (нем. Egon Schiele; 12 июня 1890, Тульн-на-Дунае — 31 октября 1918, Вена) — австрийский живописец и график, один из ярчайших представителей австрийского экспрессионизма.

## Биография и творчество
Мать — чешка родом из Чески-Крумлова в южной Богемии. Отец — ве́нец, служащий на железной дороге, умер от сифилиса в 1905 году. Юноша воспитывался в семье дяди, Леопольда Чихачека. В 1906 году он поступил в Венскую школу искусств и ремесел, затем перешёл в Академию изобразительного искусства. С 1907 года нашёл наставника и покровителя в лице Густава Климта. В 1908 году состоялась первая выставка его работ в городке Клостернойбурге под Веной, где Шиле раньше учился в школе. В 1909 году Климт пригласил Шиле участвовать в выставке в Венской художественной выставке, где его работы разместились в окружении как работ самого Климта, так и полотен Ван Гога, Эдварда Мунка и других художников.
В 1911 году подругой и моделью Шиле стала Валли Нойциль. Пара сбежала от венской богемной жизни в Чески-Крумлов, затем — в городок Нойленгбах, где в 1912 году Шиле был арестован по обвинению в растлении несовершеннолетней, но его вина не была доказана. При обыске полиция обнаружила у него несколько десятков откровенных рисунков, которые были изъяты и объявлены порнографическими. За эти рисунки художника приговорили к кратковременному тюремному заключению. Одним из покровителей Шиле был австрийский коллекционер Генрих Бенеш, отец будущего историка искусств Отто Бенеша.
В 1912—1916 годах Шиле широко и успешно участвовал в различных выставках. Его работы демонстрировались в Вене, Будапеште, Мюнхене, Праге, Гамбурге, Штутгарте, Цюрихе, Хагене, Дрездене, Берлине, Риме, Кёльне, Брюсселе, Париже. В 1917 году он вернулся в Вену. После смерти Климта весной 1918 года Шиле стал претендовать на роль крупнейшего художника Австрии.
Через три дня после смерти беременной жены Эдит художник умер во время эпидемии испанки, унёсшей жизни миллионов людей в Европе.

## Наследие и признание
В наследие художника входят около трёхсот картин и несколько тысяч рисунков. После смерти Шиле его экспозиции проходили и продолжают проходить в крупнейших музеях мира. О жизни Шиле написаны романы «Высокомерие» Джоанны Скотт (1990) и «Порнограф из Вены» Льюиса Крофтса (2007) (в русскоязычном переводе «Венский гений Эгон Шиле», Издательский Дом Мещерякова, 2022). Милен Фармер в одной из своих самых известных песен «Je te rends ton amour» (1999) упоминает имя художника: «Je te rends ton amour/Redeviens les contours/De mon seul maître: Egon Shiele et…» (Я возвращаю твою любовь / Стану вновь контуром рисунка / Моего единственного учителя: Эгона Шиле и…).
Об Эгоне Шиле сняты художественные фильмы «Эгон Шиле — Скандал / Эгон Шиле — Эксцесс и наказание» (1981), в главных ролях Матьё Каррьер и Джейн Биркин, а также «Эгон Шиле: Смерть и дева» (2016 год). В фильме Рауля Руиса «Климт» (2006) Эгона Шиле играет Николай Кински. 
В 1990 году в Тульне открылся Музей Эгона Шиле. В музее представлено более 90 ранних работ, а также фотографии и реликвии из его жизни.
В 2018 году в галерее Тейт Ливерпуль (Tate Liverpool) открылась выставка «Жизнь в движении: Эгон Шиле / Франческа Вудмен» (Life in Motion: Egon Schiele / Francesca Woodman).
Изображён на австрийской почтовой марке 1990 года.

## Галерея

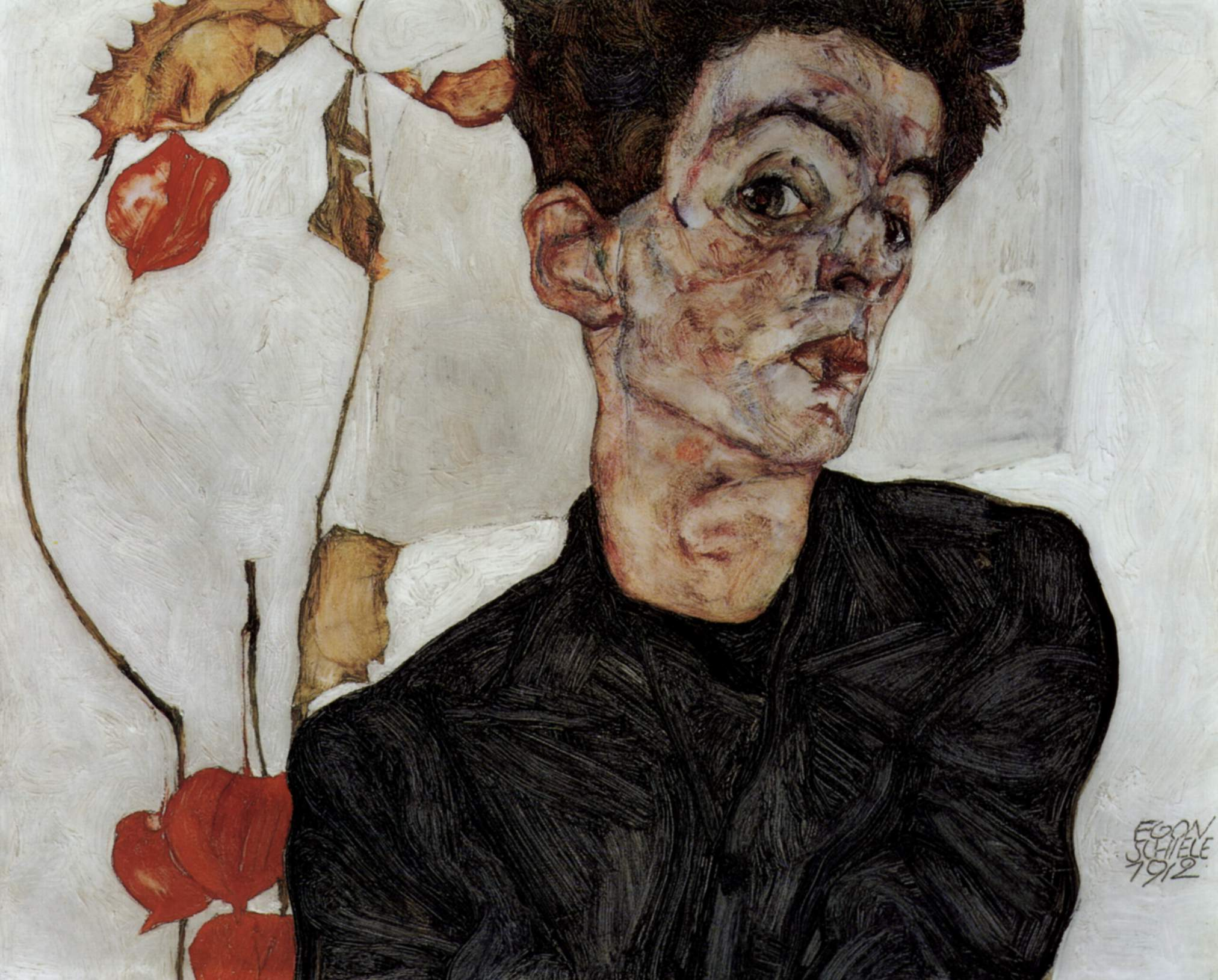
Автопортрет с физалисом. 1912. Музей Леопольда
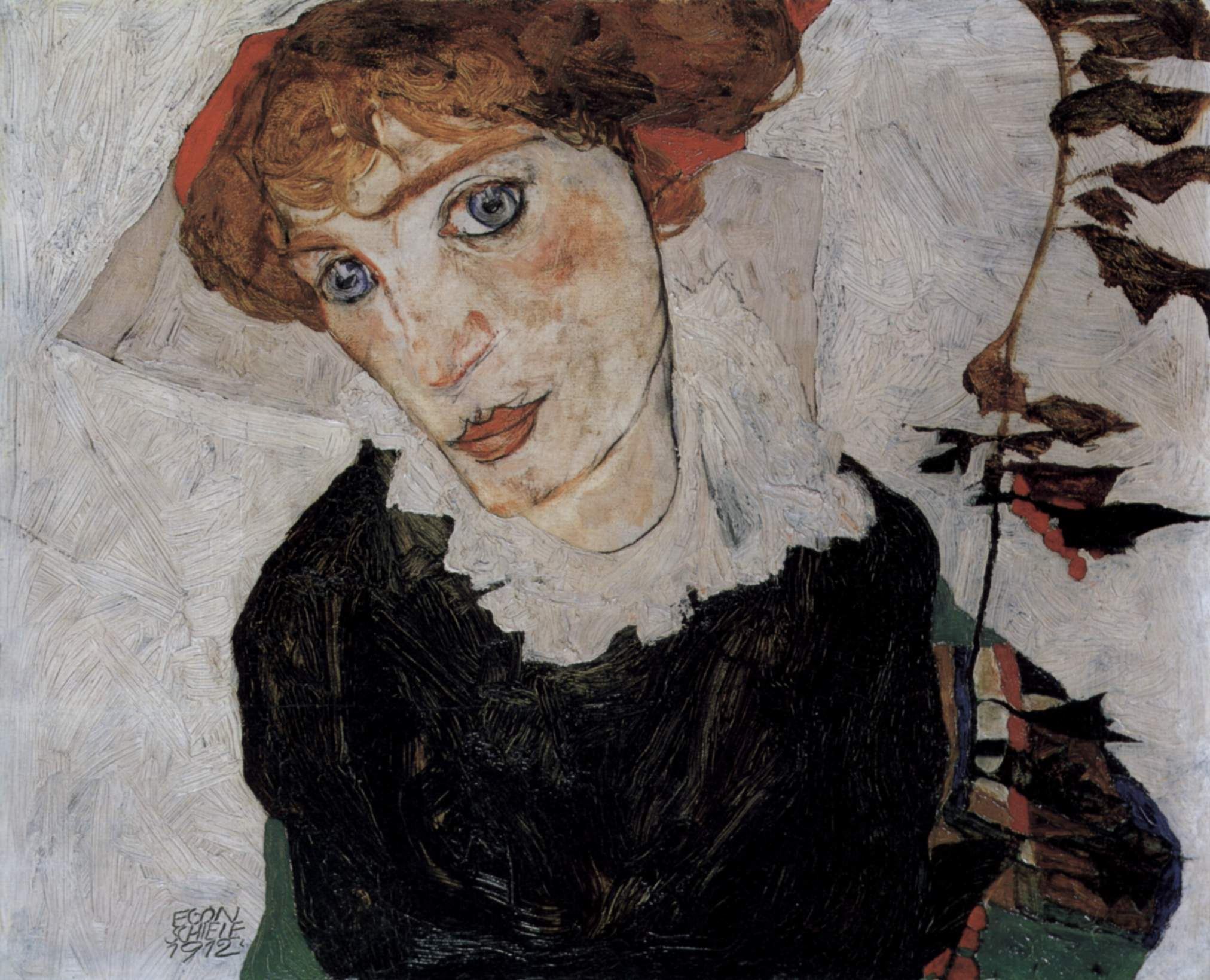
Портрет Валли. 1912. Музей Леопольда
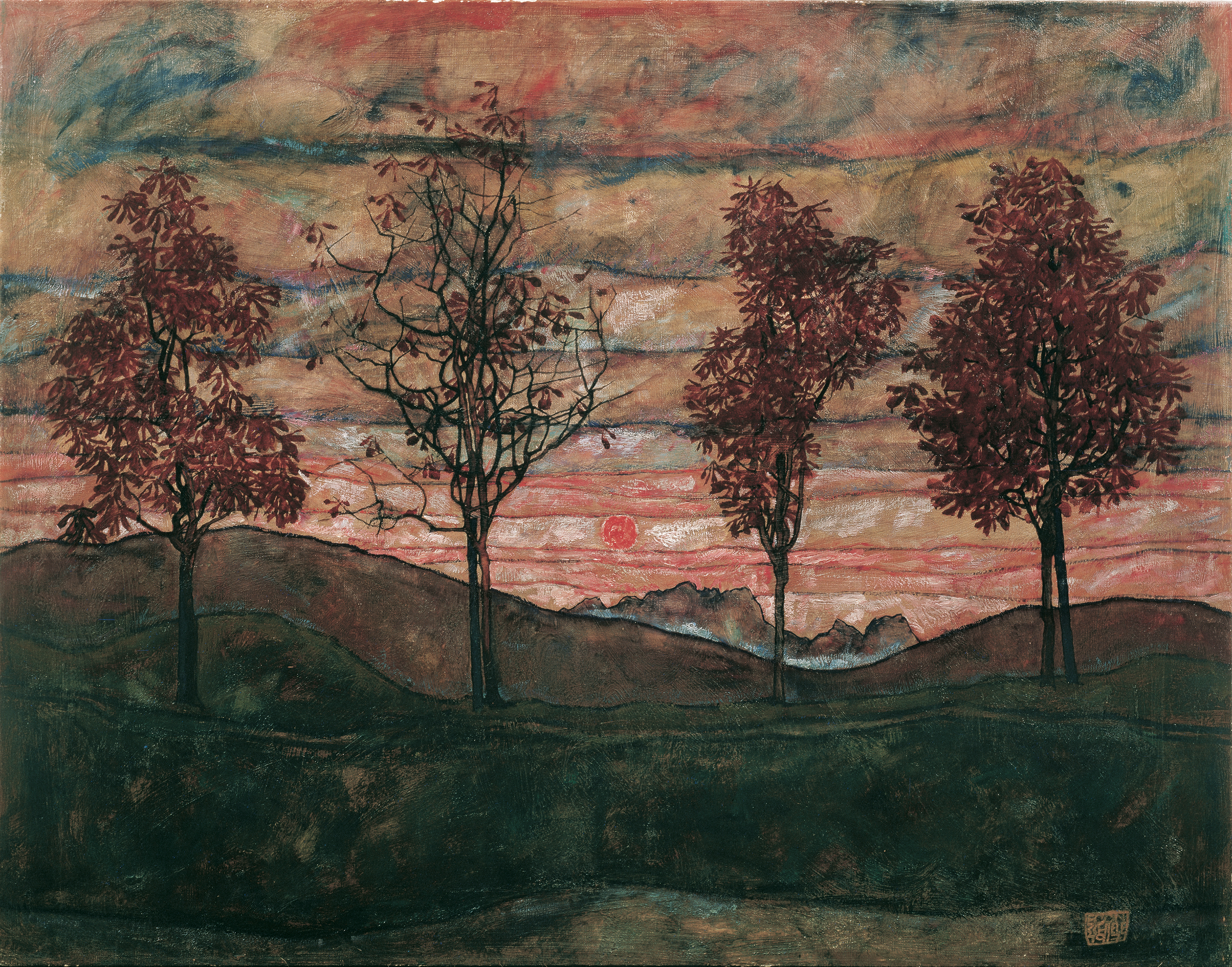
Четыре дерева. 1917
Молодая мать
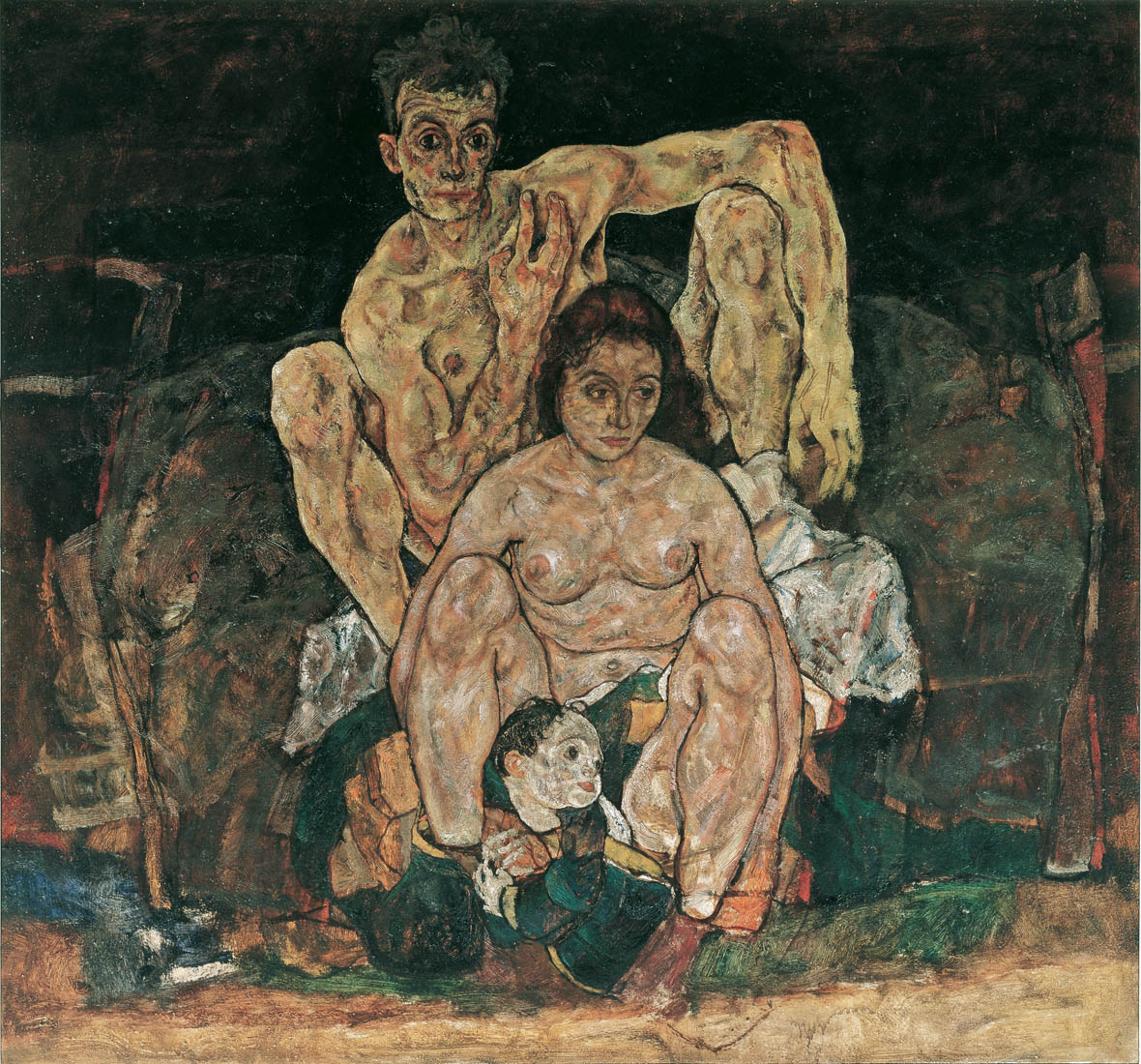
На картине «Семья» умирающий художник Эгон Шиле изобразил трёх жертв испанки: себя, свою беременную жену и её нерождённого ребёнка
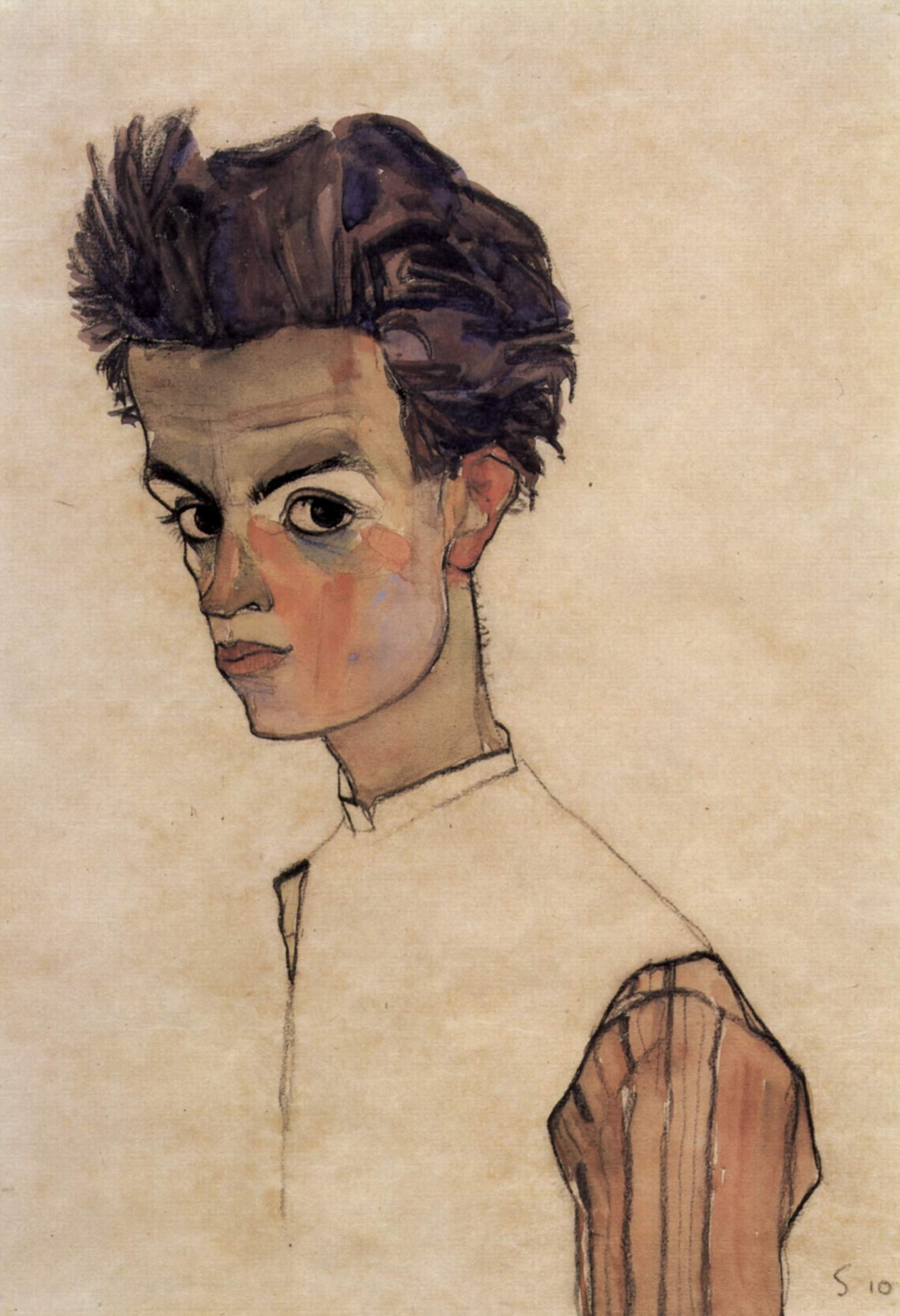
Автопортрет. 1910 г.
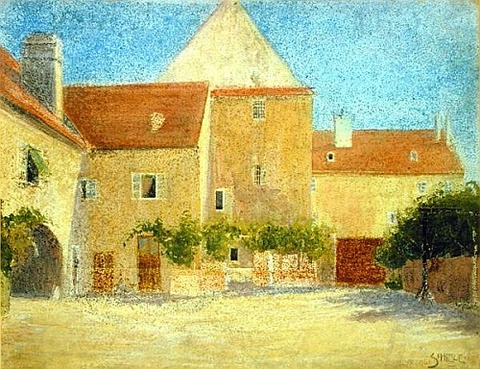
Der Schmiedehof
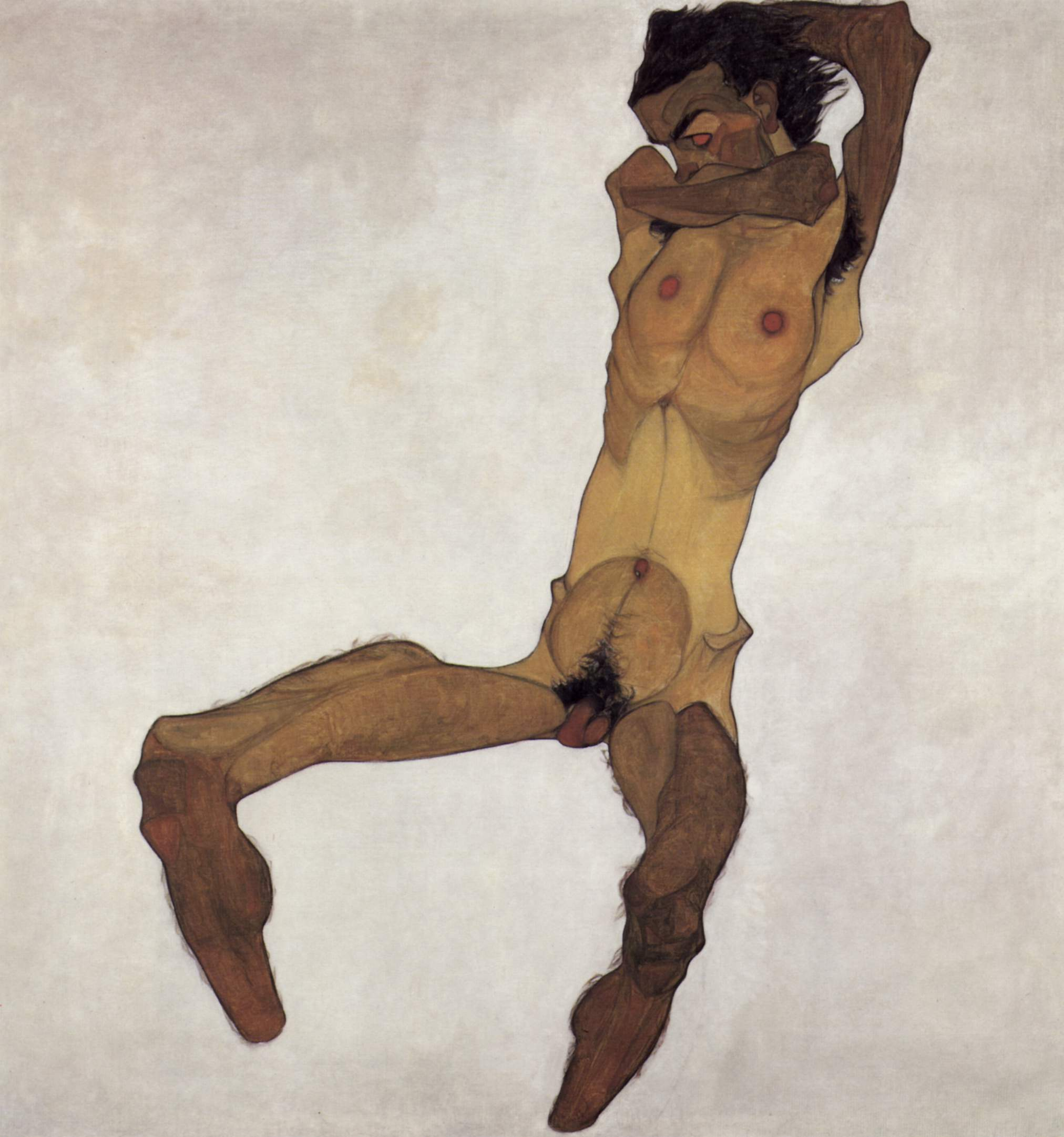
Sitzender männlicher Akt
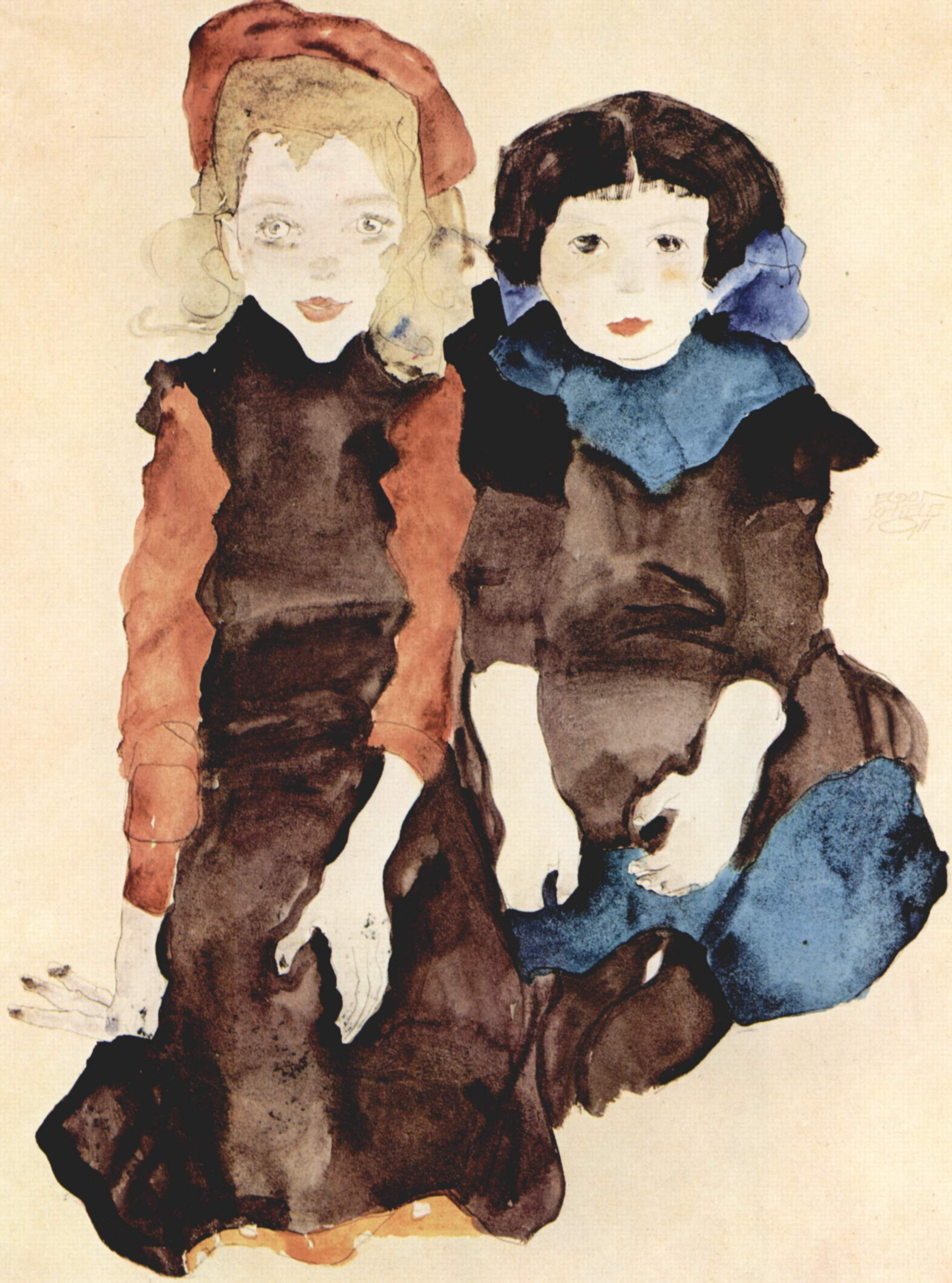
Mädchen
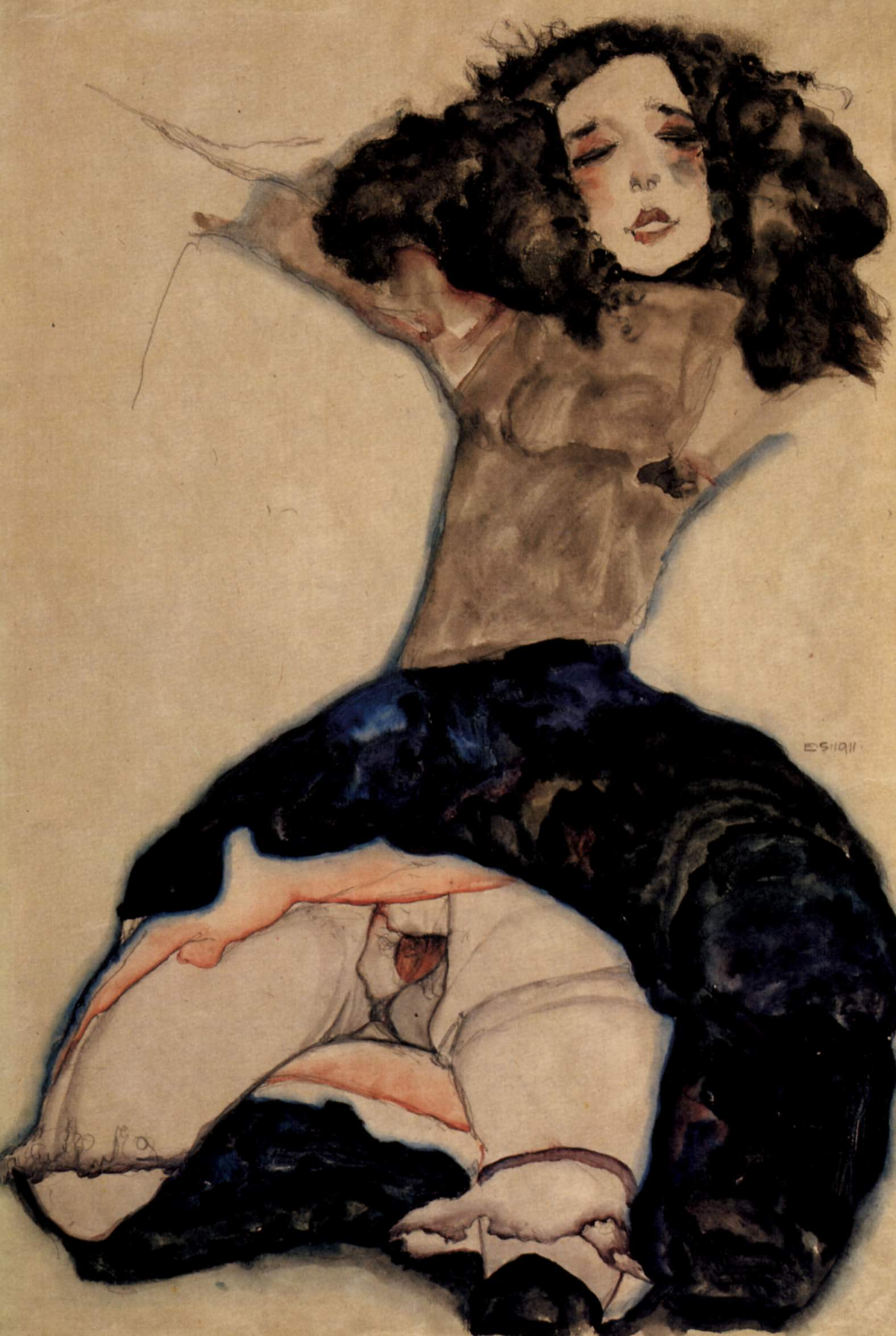
Schwarzhaariges Mädchen mit hochgeschlagenem Rock
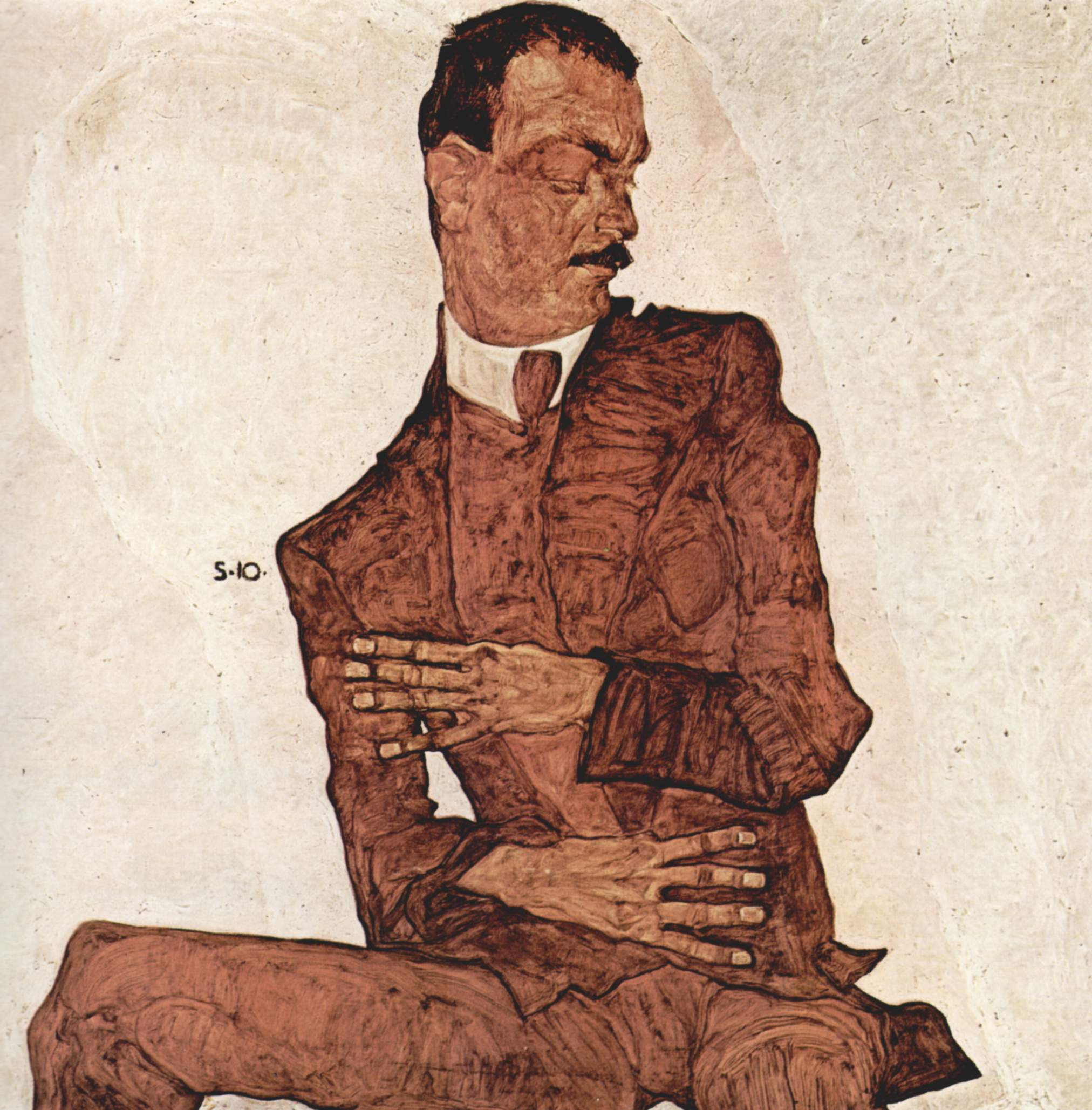
Portrait of Arthur Rössler (1910)
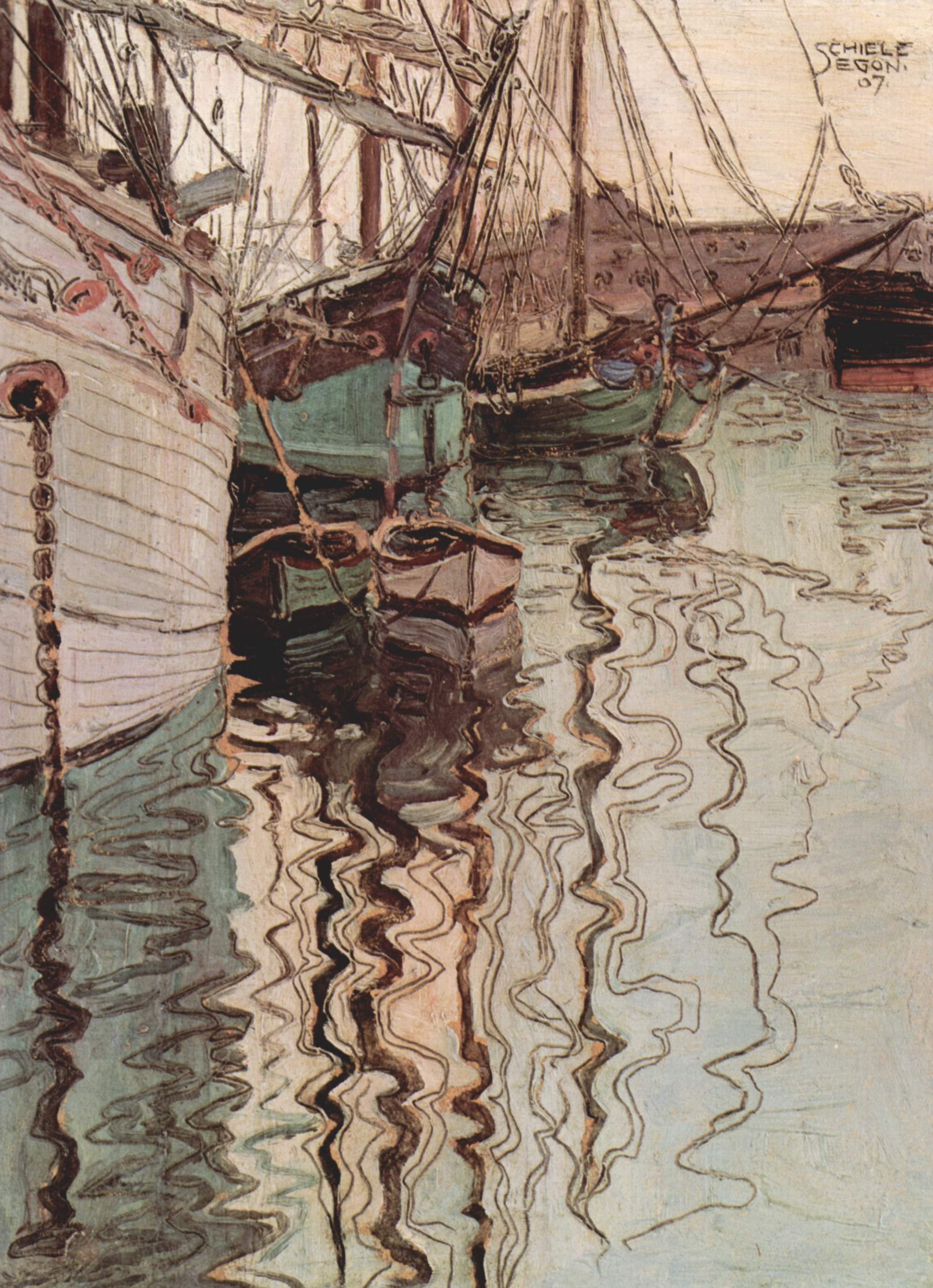
Segelschiffe im wellenbewegtem Wasser (Der Hafen von Triest)
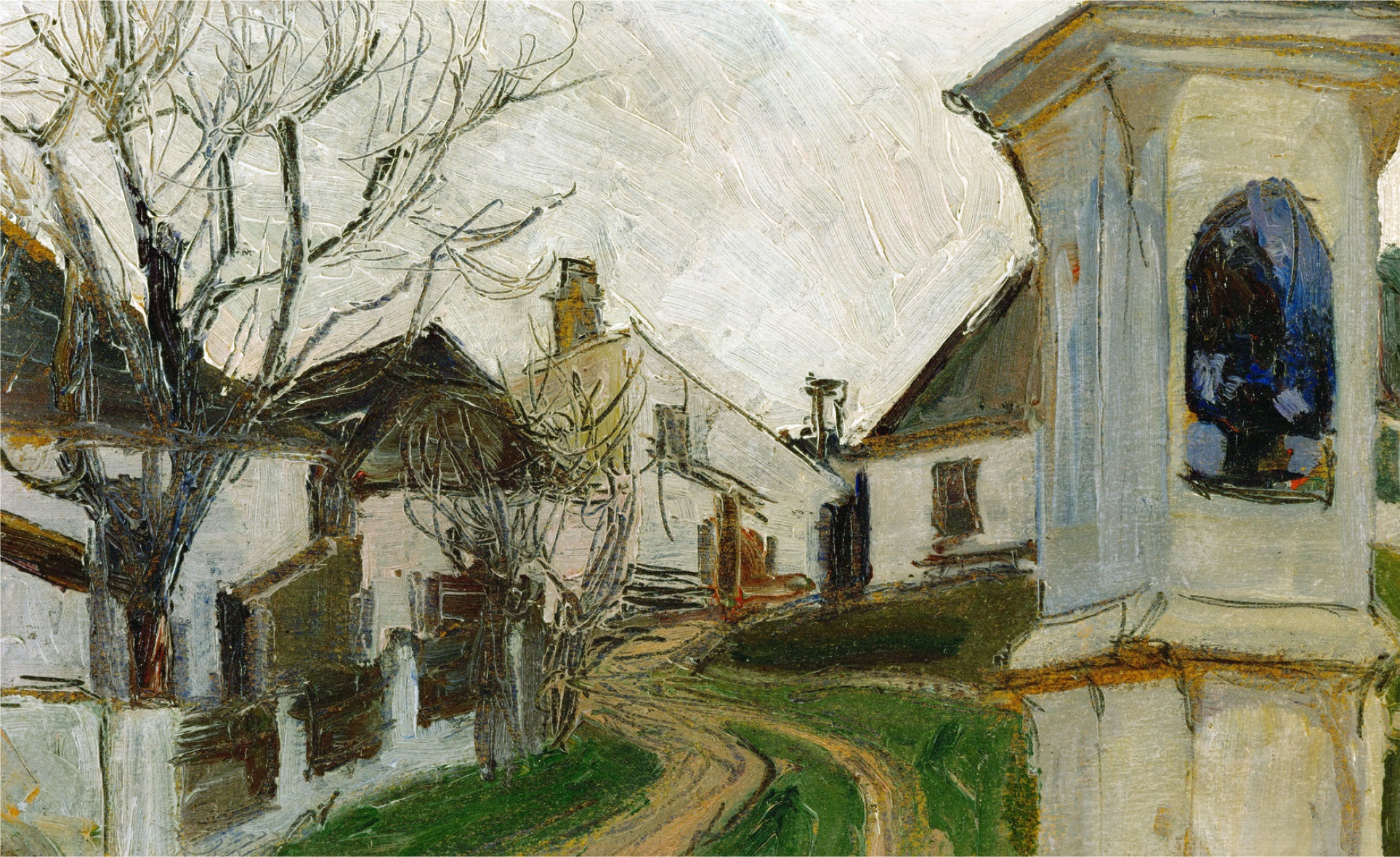
Kahle Bäume, Häuser und Bildstock. 1907
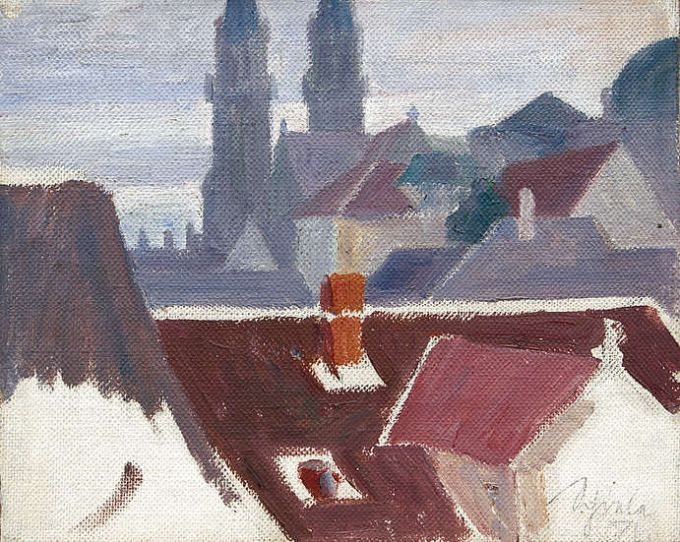